# Радченко, Владимир Иванович (генерал)
Влади́мир Ива́нович Ра́дченко (укр. Володимир Іванович Радченко; 23 октября 1948, Киев — 4 января 2023, Киев) — украинский деятель спецслужб. Министр внутренних дел Украины (1994—1995). Председатель Службы безопасности Украины (1995—1998, 2001—2003). Секретарь Совета национальной безопасности и обороны Украины (2003—2005). Вице-премьер-министр Украины (2007). Генерал армии Украины (2001).

## Биография
Родился 23 октября 1948 года в Киеве. В 1971 году окончил Киевский технологический институт лёгкой промышленности по специальности «Технология химических волокон», инженер химик-технолог.
В органах КГБ СССР с 1971 года. В 1972 году окончил Высшие курсы КГБ СССР в Минске. С сентября того же года служил в управлении КГБ по Киеву и Киевской области: оперуполномоченный, старший оперуполномоченный, заместитель начальника, начальник отдела (по утверждению украинского политолога В. Малинковича, в тот период В. Радченко курировал диссидентов). С марта 1982 по октябрь 1990 года — в управлении КГБ по Ровенской области: старший оперуполномоченный, начальник отделения, заместитель начальника отдела. В 1986 году окончил курсы при Высшей Краснознаменной школе КГБ СССР. В 1990 году снят с должности и переведён в действующий резерв КГБ.

## В независимой Украине
Летом 1991 года полковник Радченко возвращён на службу и в июле этого года назначен заместителем начальника управления КГБ по Ровенской области, генерал-майор. С января 1992 года — начальник управления Службы безопасности Украины по Тернопольской области. С августа 1993 года — начальник Управления СБУ по борьбе с коррупцией и организованной преступностью. С марта 1994 года — заместитель главы Службы безопасности Украины — начальник Управления по борьбе с коррупцией и организованной преступностью, генерал-лейтенант. Его называли протеже Е. К. Марчука.
В начале июля 1994 года новоизбранным в том же месяце президентом Украины Леонидом Кучмой назначен исполняющим обязанности министра, а 28 июля стал министром внутренних дел Украины. Занимал эту должность до 3 июля 1995 года.
С 3 июля 1995 по 22 апреля 1998 года — председатель Службы безопасности Украины. Воинское звание генерал армии присвоено в 2001 году.
С 1996 года — член Совета национальной безопасности и обороны, с 1994 года — член Координационного комитета по борьбе с коррупцией и организованной преступностью, с 1997 года — член Совета по вопросам сохранения национального культурного наследия и член Координационного совета по вопросам судебно-правовой реформы при Президенте Украины.
В апреле 1998 года подал рапорт об освобождении от должности руководителя СБУ по собственному желанию. Президент Украины Леонид Кучма перевёл Радченко на должность первого заместителя тогдашнего Секретаря Совета национальной безопасности и обороны Украины Владимира Горбулина.
После скандала с прослушкой президентского кабинета (см. Кассетный скандал), президент Леонид Кучма в феврале 2001 года во второй раз назначил Владимира Радченко председателем Службы безопасности Украины, он сменил Леонида Деркача. С 10 февраля 2001 по 2 сентября 2003 года второй раз занимал пост руководителя Службы безопасности Украины. Отмечая его назначение, лидер СПУ А. Мороз охарактеризовал его как профессионала, не запятнавшего себя связями с криминально-финансовыми группами.
С 2 сентября 2003 по 20 января 2005 года — секретарь Совета национальной безопасности и обороны Украины. (Эта должность была вакантной с конца июня того года после назначения Евгения Марчука министром обороны). В мае 2004 года Владимир Радченко оказался в центре внимания в связи с «кассетным скандалом»: украинский бизнесмен Владимир Цвиль обвинил его и некоторых других в том, что они якобы знали о том, что в кабинете Президента майор Госохраны Николай Мельниченко вёл записи. Его отставка с должности секретаря СНБО была принята в январе 2005 года президентом Кучмой перед сложением полномочий главы государства.
С августа 2006 года — советник председателя Службы безопасности Украины, а 1 ноября 2006 года премьер-министр Украины Виктор Янукович назначил Радченко своим советником на общественных началах. С 12 января по 25 мая 2007 года — вице-премьер Правительства Украины, курировал силовой блок.
Уволен парламентским большинством 25 мая 2007 года на очередном пике политического кризиса, сопровождающегося острой борьбой за власть между правящей коалицией с одной стороны и Президентом с парламентской оппозицией — с другой. Официальной причиной увольнения стало заявление вице-премьера, написанное «по собственному желанию» якобы в связи с «рецидивом старой болезни». По другой версии, как писало издание «Украинская правда», «судьбу Радченко предопределила его привычка не вмешиваться при возникновении глобального политического противостояния».
Вдова Валентина Вячеславовна — кандидат химических наук, доцент. Есть сын и дочь.
Скончался 4 января 2023 года на 75-м году жизни. Похоронен на Байковом кладбище в Киеве.

## Присвоение воинских званий
- Генерал-лейтенант — 15 июня 1994
- Генерал-полковник — 7 мая 1995[24]
- Генерал армии Украины — 2001[25]

## Награды
- Орден Богдана Хмельницкого III степени (22 октября 1998)[26] — за значительный личный вклад в укрепление государственной безопасности Украины
- Командорский крест ордена Святого Григория Великого (2001, Ватикан)[27]
- Орден «Знак Почёта» (1977)[28]
- Дважды награждался именным огнестрельным оружием президентом Леонидом Кучмой (1995, 2000)
- другие награды